# Immaginario folclorico
L'immaginario folclorico o  immaginario folklorico è l'espressione culturale del fantastico in ambito popolare e comprende un vasto repertorio di racconti, tradizioni, credenze, immagini, simboli, tramandato nei ceti contadini e montanari attraverso l'oralità.

## I racconti e altri prodotti dell'immaginario
Con l'espressione "immaginario folclorico" si intende l'ambito del folclore che comprende manifestazioni e prodotti in rapporto col fantastico: fiabe, leggende, miti, credenze (su animali, piante, acque, rocce, fenomeni atmosferici, pratiche contadine, ecc.), proverbi, spauracchi per bambini, etc.. Tra questi prodotti ha particolare rilevanza il racconto (fiabe, leggende, miti, 'eventi' e luoghi della paura), che può presentarsi come unità narrativa formalmente organizzata oppure in forma grezza, embrionale e frammentaria.
Lo studio scientifico delle fiabe ebbe come pionieri i fratelli Grimm che con la pubblicazione delle Fiabe del focolare diedero impulso non solo agli studi filologici tedeschi, ma anche all'analisi e classificazione dei prodotti del folclore. Mito e racconto popolare di tradizione, per i Grimm e molti altri studiosi tra Otto e Novecento, erano forme differenti; studi successivi hanno messo in luce come il materiale narrativo passi facilmente da una forma all'altra.

## Origine orale della narrativa e fiaba d'autore
La narrativa è presente in tutte le culture e risulta particolarmente importante in quelle che non conoscono la scrittura. Gli uomini si servono del racconto verbale per depositarvi, organizzare e comunicare gran parte dei loro saperi.
Ogni forma di letteratura deriva per qualche aspetto da antecedenti orali, ma per secoli le creazioni orali sono state viste erroneamente come varianti di tradizioni scritte, oppure non meritevoli di attenzione da parte degli studiosi. La lingua orale può esistere senza alcun sistema di scrittura corrispondente, mentre quella scritta non esiste senza l'oralità. Nelle civiltà pretecnologiche, le narrazioni si diffondono in situazioni concrete, come atto comunicativo diretto, non ancora mediato dalla parola scritta o dalla stampa o dalla registrazione dei suoni o dalla digitalizzazione. Dopo l'avvento della scrittura l'oralità non scompare, ma da primaria, cioè del tutto ignara della scrittura e della stampa, diventa secondaria o di ritorno, poiché la tecnologica stimola nuove forme di oralità.

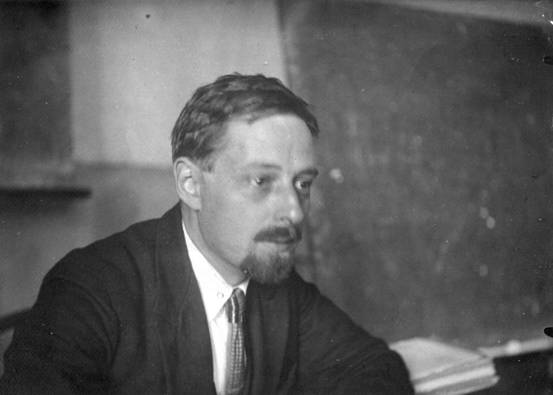
Il linguista e antropologo Vladimir Propp (1928)

All'interno delle narrazioni popolari di origine antica un discorso a parte merita la fiaba, in particolare quella di magia, i cui elementi (personaggi, eventi, ambienti) si collocano nella dimensione atemporale del fantastico e del meraviglioso. Il protagonista di solito è un essere umano, che sceglie o subisce una sorte avventurosa; messo in pericolo da una prova difficile o da un antagonista mostruoso (orco, strega, mago o bestia fantastica), ne esce alla fine vittorioso con l'aiuto di qualche oggetto magico o di aiutanti, persone o animali amici. In questa estrema semplificazione è riconoscibile il modello descrittivo-classificatorio di Propp, che cercò di spiegare il carattere multiforme e insieme ripetitivo della fiaba col fatto che a una gran quantità di personaggi corrispondono poche decine di funzioni degli stessi.
La fiaba continua, in ogni epoca, ad essere trasmessa con lingua orale, spontanea e spesso illetterata; di tanto in tanto alcuni racconti vengono trascritti, arricchiti o reinventati a fini estetici e letterari, diventando fiabe d'autore come quelle di Giambattista Basile, di Charles Perrault, dei fratelli Grimm, di Aleksandr Nikolaevič Afanas'ev. 

## Il racconto popolare orale: caratteristiche e specificità
La tradizione orale necessita di strategie mnemoniche per vivere nel tempo, perciò sviluppa strutture linguistiche proprie ed espressioni formulari e ritmiche che facilitano la memorizzazione.
Il racconto popolare orale si caratterizza per alcuni fatti peculiari:
- atto linguistico di autore anonimo (adespota), passato per trasmissione diretta da un narratore ad uno o più uditori, espresso nel registro quotidiano familiare, condiviso in un contesto sociale umile, attraverso un codice orale che può essere uno dei dialetti locali o la lingua nazionale con tracce più o meno forti di costrutti dialettali;
- abbondanza di formule aggregative nome-attributo (volpe furba, bella principessa) e di altri elementi iterativi e formulari, come termini paralleli od opposti e frasi parallele od opposte, che aiutano la memoria;
- procedimento del discorso non lineare, ma spezzato da pause, omissioni, ellissi, anacoluti. Il pensiero e l’espressione orale presuppongono velocità e ritmi discontinui, lapsus, distrazioni, esitazioni, divagazioni, salti logici e temporali, dimenticanze volontarie o no, che frammentano il flusso della comunicazione e interrompono la regolarità sintattica del periodo;
- ripetizione del già detto (ridondanza): data la natura pubblica della comunicazione, le ripetizioni di sezioni del discorso servono a mantenere sul tracciato sia l’oratore che l’ascoltatore, a dare tensione ritmica al discorso, a compensare le cadute di attenzione.
- il significato globale del messaggio è completato, oltre che dall’intonazione della voce, dalla comunicazione non verbale del narratore; gestualità, mimica facciale, postura, comportamento, aggiungono sfumature di senso e sottolineature emotive al parlato. Ci sono gesti iconici che sostituiscono i nomi, gli attributi, le esclamazioni o anche intere frasi e servono a conservare il contatto con chi ascolta[9][10];
- flessibilità del racconto orale: l’evento, affidato alla memoria degli uditori in forma schematica, è soggetto a mutazioni continue che dipendono dai narratori, dai luoghi, dai tempi, dalle culture e dai codici linguistici che incontra.

Tratti comuni alla fiaba sono principalmente:
- la struttura generale (situazione iniziale di equilibrio, evento problematico che rompe l'equilibrio, sviluppo della vicenda e conclusione a lieto fine);
- l'andamento unitario dell'intreccio: la vicenda si dipana lunga un'unica linea narrativa e ogni azione o sequenza tende ad una soluzione che gli uditori prevedono fin dall'inizio[12].
- la totale o parziale indeterminatezza dei tempi.
- la scarsa definizione dei ritratti dei personaggi.
- la totale o parziale assenza di scavo psicologico dei caratteri individuali e delle motivazioni che muovono azioni e comportamenti. L'attenzione è sempre mirata alle azioni, anziché ai soggetti che le compiono;
- la mancanza di descrizioni dettagliate della natura e dei luoghi;
- il fatto che, al di là della sua dimensione irreale e fantastica, esiste una 'verità' della fiaba[13], che risiede non tanto nel contenuto narrato, quanto nella sua coerenza e logica interna[14].

## Elementi principali dei racconti popolari
In ogni narrazione dell’immaginario popolare sono presenti tre elementi fondamentali: le figure (ossia i “personaggi”), i predicati (i tratti pertinenti alle figure) e i luoghi (cioè la localizzazione del racconto).

### Figure
Le figure dell'immaginario sono soprattutto le entità del fantastico (strega, fata, folletto, orco, lupo mannaro, drago, animali fantastici…), inoltre i personaggi del mito (diavolo, Sant'Antonio, San Pietro), i morti (dannati, anime penitenti, confinati, suicidi, revenants, bambini non battezzati…), le figure della paura (fantasmi, visioni, apparizioni che incutono terrore). Sono figure del negativo se procurano danni, sciagure e morte ai viventi; sono positive quando stabiliscono con essi relazioni di aiuto e protezione. Numerosi sono i lessici e i dizionari che attestano la varietà e vitalità delle figure.

### Predicati
I predicati rappresentano gli attributi, gli strumenti e le azioni delle figure: caratteristiche fisiche, oggetti di cui si servono, atti che le caratterizzano. È stato osservato, nella grammatica e semiotica dei racconti orali, che l'entità del negativo (strega, diavolo, morti, paura) può entrare in rapporto di contiguità, ossia di vicinanza, ad un oggetto o a un materiale (pietra, legno, vino, escrementi, lana, castagna). Per un meccanismo ben presente nel folklore, se ad es. una strega impiega come strumento un gomitolo, ciò presuppone identità/identificazione tra strega e gomitolo. 
Mentre le figure tendono generalmente a legarsi ad un territorio e assumono nomi e caratteristiche locali, sebbene diversi da luogo a luogo, i predicati si replicano facilmente sia nello spazio sia nel tempo: essendo simili a quelli di altri esseri in altre regioni e in altri tempi, è possibile scoprire le analogie e metterli in relazione. Ad esempio, la figura del Buffardello viene definita nelle sue funzioni simboliche e semantiche da un aggregato di attribuzioni in espansione analogica (aspetto di nano o di piccolo animale o di vento, cappuccio rosso, tipo di scherzi, luoghi frequentati, abitudini giocose) che ritroviamo, singolarmente o associate in vario modo, identiche o quasi uguali anche altrove, riferite ad entità di nome diverso: Mazapégul in Romagna, Munaciello in Campania, Fuddittu in Sicilia, Monachicchio o Monacheddu in Calabria e molti altri.

### Luoghi
Mentre lo scrittore di fiabe classiche sceglie un’ambientazione irreale o mitica, i cui elementi (bosco, grotta, montagna) sono per lo più funzionali alle vicende dei personaggi, il narratore orale tende a situare la storia vicino a sé, con toponimi e antroponimi di uso locale; così ogni racconto trova una fissazione locale in un paese/villaggio e i suoi personaggi ordinari si muovono in armonia con quel contesto che ha elementi di realtà. È stato osservato che il fenomeno della localizzazione è particolarmente attivo in alcune zone del territorio italiano (tra le quali la Toscana di nord-ovest), dove l'azione viene ambientata con dettagliata precisione nei luoghi stessi in cui vivono il narratore e i fruitori del racconto; lì anche le figure che agiscono sono familiari a chi narra e a chi ascolta. La puntuale descrizione topografica del paese e dei percorsi utili agli spostamenti sembra rispondere ad un intento pedagogico-didattico. Lo scarto dalla realtà è invece evidente nella fiaba di magia, quando l’eroe deve affrontare una prova difficile o un’esperienza avventurosa: allora il paesaggio diventa arbitrario, mitologico, ostile.

## Varianti, tipi, motivi
I racconti popolari camminano per il mondo, e con loro le immagini (figure e relativi predicati). Queste, secondo le ormai numerose attestazioni fornite dalla ricerca sul territorio, entrano infatti in rapporto con altre immagini con cui formano un tracciato ricco di riferimenti, una rete di relazioni e associazioni: questa “mappa” dell'immaginario-simbolico è paragonabile ad un mosaico, le cui tessere sono visibili solo per singole, piccole unità territoriali, mentre il quadro d'insieme si può ricostruire solo su territori molto estesi (nazionali o sovranazionali). Gli studiosi hanno osservato affinità e convergenze tra narrazioni la cui distanza geografica non sembra compatibile né con fenomeni di migrazione né con scambi o stratificazioni culturali. Ricerche di antropologia culturale, semiologia e linguistica hanno tuttavia fatto progredire lo studio delle varianti e consentito la pubblicazione di indici secondo vari modelli di classificazione.

## L'immaginario folklorico nella società che cambia
Il patrimonio dei racconti popolari è attualmente assai ridotto dalla progressiva distruzione del contesto contadino e/o montanaro e dal ricambio generazionale: la scomparsa di molti testimoni diretti e indiretti ha impoverito il tessuto delle narrazioni orali tradizionali e ha dato luogo ad altre 'mitologie'. I racconti orali, come fatto di costume, hanno riguardato nel tempo livelli culturali diversi e destinatari di età varia, con qualche eccezione che escludeva i ragazzi. La fiaba infantile, pur facendo parte dell'universo orale delle fiabe, costituisce un genere a sé e rimane legata ad una circolazione più ristretta e famigliare; fino alla Seconda Guerra Mondiale e oltre, le fiabe per bambini facevano parte della pedagogia domestica, appannaggio di madri, nonni e balie entro famiglie patriarcali. All'interno delle comunità rurali, nelle serate invernali, adulti e bambini condividevano esperienze del giorno e racconti, spesso riuniti a vegliare intorno al focolare o nel tepore delle stalle. L'abbandono delle campagne, l'inurbamento e lo sviluppo industriale, la scolarizzazione di massa, l'avvento della televisione e di altri mezzi di informazione, la riduzione dei nuclei famigliari e la denatalità,  hanno confinato nelle scuole la funzione del novellare, che ha perduto così gran parte del significato di rito collettivo e veicolo formativo, affettivo ed emotivo. 